# Aude Biannic
Aude Biannic, née le 27 mars 1991 à Landerneau (Finistère), est une coureuse cycliste française. Elle est championne de France sur route 2018 et possède plusieurs titres de championne de France de cyclisme sur piste,, à son palmarès. Elle s'est également classée dixième du championnat du monde sur route en 2011 et de la course en ligne des Jeux olympiques d'été en 2012.

## Biographie
Aude Biannic est originaire de Landivisiau où elle passe toute sa scolarité, de la maternelle au lycée. 

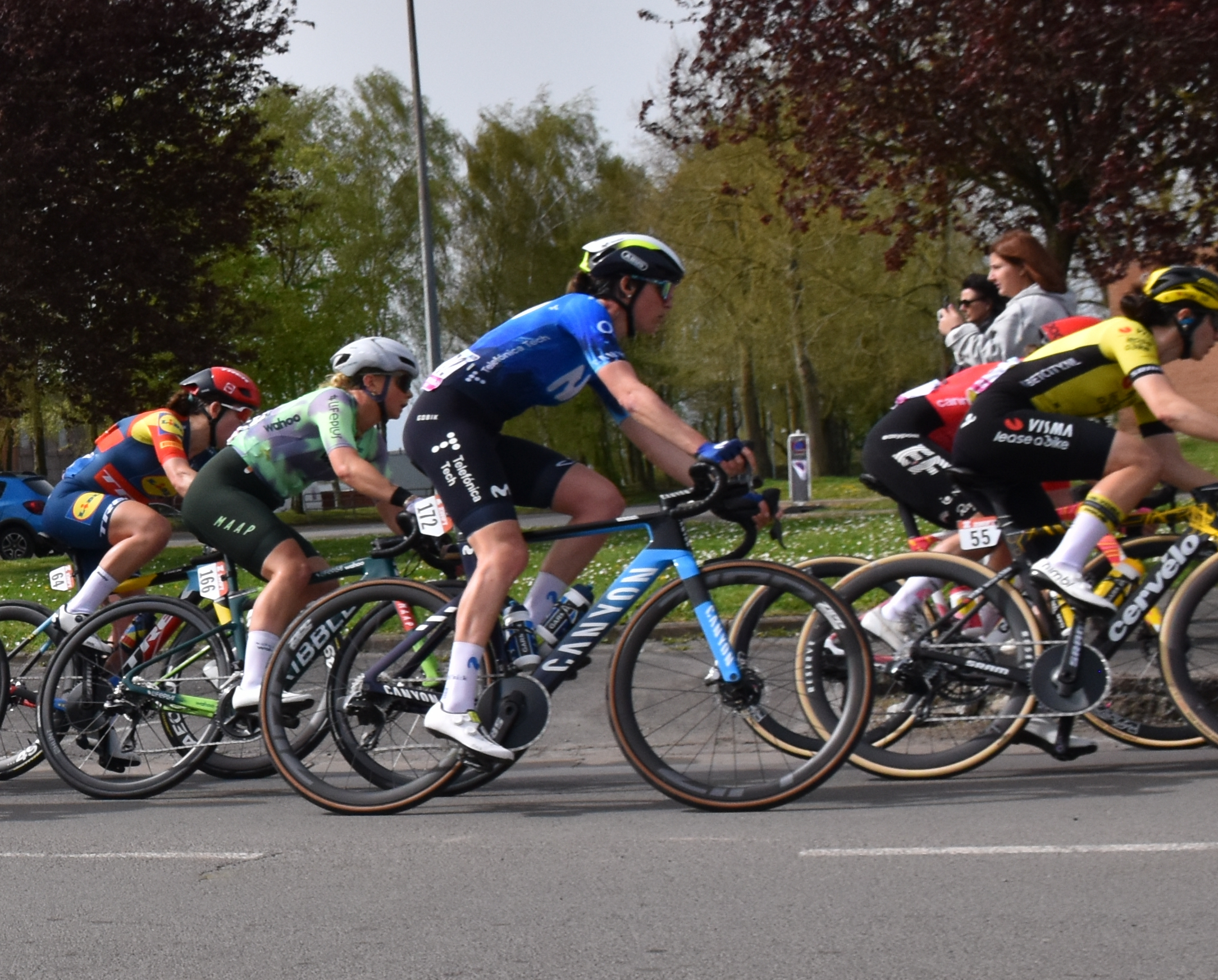
Paris-Roubaix 2024
Aude Biannic #172

### Années juniors (2008-2009)
En 2008, elle se fait remarquer en devenant championne de France sur route juniors à Cusset en devançant au sprint Aurore Verhoeven.
Toujours chez les juniores la saison suivante elle confirme son talent lors des championnats de France de cyclisme sur route en se classant seconde de l'épreuve contre-la-montre et troisième de la course en ligne. Elle est aussi deuxième du Chrono des Nations-Les Herbiers-Vendée quelques mois plus tard.

### 2010
Au cours de l'année 2010, alors qu'elle évolue au Vélo Sport de Plabennec, elle gagne le championnat de France du contre-la-montre espoirs.

### 2011
En 2011 elle devient championne de France de poursuite individuelle, remporte le Tour de Charente-Maritime féminin et se classe dixième du championnat du monde sur route.

### 2012
L'année suivante, elle termine quatrième de Halle-Buizingen au sprint. Elle s'adjuge deux nouveaux titres en poursuite individuelle et en poursuite par équipes lors des championnats de France de cyclisme sur piste. Elle a aussi l'honneur d'être sélectionnée en équipe de France pour participer aux jeux olympiques d'été à Londres où elle se classe dixième de course en ligne.

### 2013
En 2013, Aude Biannic gagne la quatrième étape du Tour de Toscane et obtient une médaille de bronze lors du championnat de France du contre-la-montre espoirs. Elle participe à l'épreuve de coupe du monde du Tour de l'île de Chongming et s'y échappe longuement en solitaire. À partir du 24 juin, elle intègre l'équipe professionnelle SC Michela Fanini Rox pour une durée de trois mois et demi, principalement afin de disputer le Tour d'Italie. Elle le termine à la quarante-cinquième place. Sur le Tour de Toscane, la dernière étape est neutralisée à cause de problèmes de sécurité qui ont poussé la majorité du peloton à se retirer de la course. Aude, en tant que membre de l'équipe organisatrice, est choisie pour franchir la ligne la première. En octobre, elle annonce rejoindre l'équipe Lointek.

### 2014
Elle monte sur la troisième marche du podium du championnat de France du contre-la-montre derrière Pauline Ferrand-Prévot et Audrey Cordon en 2014. Elle termine également troisième de la Route de France.

### 2015
En 2015, elle rejoint les rangs de l'équipe française Poitou-Charentes Futuroscope 86. Associée à Roxane Fournier et Pascale Jeuland elle s'adjuge un nouveau titre de Championne de France de poursuite par équipes. Les trois coéquipières s'emparent à cette occasion du record de France de la discipline en réalisant un temps de 3 min 30 s 667 et une moyenne de 51,266 km/h.

### 2017
Le 21 mai, Aude Biannic termine deuxième du Grand Prix Trévé Le Menec Loudéac, en Coupe de France. Fin juin, elle termine troisième du contre-la-montre du championnat de France. 

### 2018
Aude Biannic rejoint à l'inter-saison la formation espagnole Movistar. Le 30 juin, elle devient pour la première fois de sa carrière championne de France sur route. En septembre, elle remporte le prologue du Tour de Belgique féminin et se classe deuxième du classement général. 

### 2019
Le 29 juin, elle termine troisième de l'épreuve en ligne du championnat de France féminin. Fin juillet, elle est sélectionnée pour représenter la France aux championnats d'Europe de cyclisme sur route. Le 5 septembre, elle est également sélectionnée en équipe de France pour l'épreuve du relais mixte et celle individuelle sur route des championnats du Monde de cyclisme organisés dans le Yorkshire en Grande-Bretagne à la fin du mois .

### 2020
Le 21 août, Aude Biannic termine troisième du championnat de France de contre-la-montre. C'est son seul podium de la saison. 

### 2021
Aux Trois Jours de La Panne, dans le dernier tour, en passant aux Moëres, l'accélération du peloton et le vent provoque des bordures. Il reste alors trente-deux kilomètres. Un groupe de douze favorites dont Emma Norsgaard Jørgensen et Aude Biannic se forme à l'avant. Emma Norsgaard Jørgensen prend la deuxième place et Biannic la onzième. Au Tour de Norvège, sur la deuxième étape, Audrey Cordon-Ragot et Aude Biannic partent en échappée ensemble. L'écart atteint une minute cinquante. Elles sont reprises à vingt-quatre kilomètres de l'arrivée. 
En octobre, elle termine 5e du classement général du Tour de Grande-Bretagne après avoir pris la même place sur le contre-la-montre.

### 2024-2025
Elle conclut sa saison 2024 par un abandon sur Paris-Roubaix, puis elle donne naissance à un enfant en fin d'année. Ses performances à son retour lui permettent d'être retenue par Movistar sur le Tour de France Femmes 2025.

## Palmarès

### Palmarès sur route

#### Par années
- 2008
  -  Championne de France sur route juniors
- 2009
  - Coupe de France juniors
  - 2e du championnat de France du contre-la-montre juniors
  - 2e du Chrono des Nations-Les Herbiers-Vendée
  - 3e du championnat de France sur route juniors
- 2010
  -  Championne de France du contre-la-montre espoirs
- 2011
  - Tour de Charente-Maritime féminin
  - 10e du championnat du monde sur route
- 2012
  - Coupe de France espoirs
  - 2e de la coupe de France
  - 2e du championnat de France du contre-la-montre espoirs
  - 2e du Prix de la Ville de Pujols
  - 2e de la Classic Féminine de Vienne Poitou-Charentes
  - 3e du Tour de Bretagne féminin
  - 10e de la course en ligne des Jeux olympiques
- 2013
  - 3e de la course en ligne des Jeux de la Francophonie
  - 4e étape du Tour de Toscane (étape neutralisée)
  - 3e du championnat de France du contre-la-montre espoirs
- 2014
  - 3e de la Route de France
  - 3e du championnat de France du contre-la-montre
- 2015
  - 2e du championnat de France du contre-la-montre
- 2016
  - Prix des communes de Nogent-l'Abbesse (cdf)
  - Classic Féminine de Vienne Poitou-Charentes (cdf)
  - 3e de la coupe de France
  - 2e du championnat de France sur route
- 2017
  - 2e du Grand Prix Trévé-Le Ménec-Loudéac (cdf)
  - 3e du championnat de France du contre-la-montre
- 2018
  -  Championne de France sur route
  - Prologue du Tour de Belgique
  - 2e du Tour de Belgique
  - 6e du Tour de Norvège
- 2019
  - 3e du championnat de France de cyclisme sur route
- 2020
  - 3e du championnat de France du contre-la-montre
- 2021
  - 5e du Women's Tour

#### Résultats sur les grands tours

##### Tour d'Italie
10 participations
- 2013 : 45e
- 2016 : 80e
- 2017 : 75e
- 2018 : 71e
- 2019 : 71e
- 2020 : 66e
- 2021 : 68e
- 2022 : 106e
- 2023 : 104e
- 2025 : 68e

##### Tour de France
3 participations :
- 2022 : 94e
- 2023 : 84e
- 2025 : 77e

### Classements mondiaux
| Année                                 | 2010 | 2011 | 2012 | 2013 | 2014 | 2015 | 2016 | 2017 | 2018 | 2019 | 2020 | 2021 | 2022 | 2023 | 2024 |
| ------------------------------------- | ---- | ---- | ---- | ---- | ---- | ---- | ---- | ---- | ---- | ---- | ---- | ---- | ---- | ---- | ---- |
| Classement UCI                        | 130e | 49e  | 54e  | 82e  | 57e  | 106e | 170e | 202e | 50e  | 139e | 84e  | 89e  | 420e | 330e | 654e |
| UCI World Tour                        |      |      |      |      |      |      | 102e | 92e  | 53e  | 107e | 66e  | 53e  | 171e | 145e | nc   |
|                                       |      |      |      |      |      |      |      |      |      |      |      |      |      |      |      |
| Légende : nc = non classéSource : UCI |      |      |      |      |      |      |      |      |      |      |      |      |      |      |      |

### Palmarès sur piste

#### Championnats d'Europe
- Minsk 2009
  -  Médaillée d'argent de la course aux points juniors

#### Championnats de France
- 2008
  - 2e de la poursuite juniors
- 2011
  -  Championne de France de poursuite individuelle
- 2012
  -  Championne de France de poursuite individuelle
  -  Championne de France de poursuite par équipes
- 2013
  - 2e de la poursuite par équipes
- 2015
  -  Championne de France de poursuite par équipes avec Roxane Fournier et Pascale Jeuland
  - 2e de la course aux points